# Germannsweiler
Germannsweiler (früher auch Weigleshof) ist ein kleiner Weiler und ein Ortsteil der Großen Kreisstadt Backnang im baden-württembergischen Rems-Murr-Kreis.

## Geographische Lage
Germannsweiler liegt südwestlich der Backnanger Stadtmitte auf der Anhöhe zwischen der Murr und dem Maubach. Der Ort hat acht Straßen und etwa 40 Wohnhäuser und vier Aussiedlerhöfe. Südlich des Orts liegt der Germannsweiler Kuhwald, ein ehemaliger Hutewald der lokalen Bauern.
Umliegende Ortschaften (im Uhrzeigersinn) sind Backnang, Maubach, Erbstetten, Neuschöntal und Oberschöntal.

## Geschichte
Erstmals erwähnt wurde Germannsweiler in einer am 11. April 1245 zu Lyon errichteten päpstlichen Urkunde. Mit diesem Schriftstück stellte Papst Innozenz IV. das Augustiner-Chorherrenstift Backnang unter seinen Schutz und bestätigte den Chorherren Privilegien und Besitzungen in verschiedenen Orten, so auch in Germarswyler. Wahrscheinlich geht der Ortsname auf einen Mann mit dem germanischen Namen Germar zurück, der möglicherweise der Grundherr oder erster Siedler war. Am 23. Februar 1459 erließ Graf Ulrich von Württemberg dem Stift Backnang Hellerzinsen für Germannsweiler.
Später ging der Weiler wohl bis auf einen Hof ab. In der Folgezeit wurde der Ort auch Weigleshof genannt. Hintergrund der Bezeichnung ist, dass der württembergische Amtmann Weigle im Jahre 1720 die Hälfte von Germannsweiler erwarb. Weigle bebaute die Grundstücke mit neuen Gebäuden und spekulierte wohl auf eine hohe Rendite. Als die erhofften Erträge ausblieben, geriet Weigle in finanzielle Probleme und musste seine Grundstücke wieder verkaufen. Dennoch konnte sich der Name Weigleshof halten und ist den älteren Einwohnern noch bekannt.

## Bevölkerung

### Einwohnerentwicklung
- 1828: 39 Einwohner[5]
- 1871: 65[6]